# Cristina Arruti
Cristina Arruti (Sarandí Grande, 21 de diciembre de 1944-Montevideo, 29 de noviembre de 2018) fue una doctora en biología celular de Uruguay especializada en desarrollo ocular.

## Trayectoria
En 1979 Obtuvo un doctorado d'État ès Sciences Biología Celular por la Universidad de París V René Descartes con la tesis Effet d'un facteur rétinien sur la prolifération et le phénotype in vitro des cellules épithéliales du crystallin et endothéliales de la cornée.
De 1964 a 1975 fue profesora de Historia Natural y Biología en la enseñanza secundaria. De 1970 a 1973 trabajó también como asistente de citología y anatomía microscópica en la Facultad de Humanidades y Ciencias de la Universidad de la República, donde posteriormente también fue docente en la Facultad de Medicina.
En 1967-70 fue becada por la Universidad de la República para investigar en el Laboratorio de Cultivo de Tejidos y recibió también varias becas de la embajada de Francia, en 1969-70 para realizar estudios en embriología y en 1975-76 para realizar estudios de biología del desarrollo.
Desde 1986 era profesora titular de Biología Celular. Primero en Facultad de Humanidades y Ciencias, y, desde su creación en 1990, en la Facultad de Ciencias de la Universidad de la República.
Sus principales intereses de investigación concernían a procesos celulares que tienen lugar en la organogénesis ocular de vertebrados. En este contexto describió, por primera vez, la existencia de factores de crecimiento en tejido neural (retina) y prosiguió realizando estudios destinados a elucidar diferentes mecanismos y procesos celulares involucrados en la formación y homeostasis tisular de la retina, cristalino y córnea.
Fue investigadora y profesora en el Departamento de Biología Molecular de la Universidad de la República. Hasta 2015 fue profesora titular de Biología Celular y encargada de la SBC, dirigiendo el laboratorio de cultivo de tejidos. También fue investigadora de primer nivel (grado 5) de PEDECIBA.
En 2011 fue reconocida y homenajeada junto a otras once mujeres científicas por el Ministerio de Educación y Cultura de Uruguay por el  “estudio de los procesos celulares que subyacen a la formación de ojos de vertebrados”.
Falleció el 29 de noviembre de 2018 en su casa, en la ciudad de Montevideo. 